# Butzow
Butzow település Németországban, Mecklenburg-Elő-Pomeránia tartományban. Lakosainak száma 424 fő (2023. december 31.).

## Népesség
A település népességének változása:
| Lakosok száma | 436  | 451  | 437  | 431  | 430  | 424  |
|               | 2014 | 2017 | 2019 | 2021 | 2022 | 2023 |